# Съединения на въглерода
Въглеродните съединения са съединения, съдържащи въглеродни атоми. Изчислено е, че в природата има около 10 милиона въглеродни съединения, но този брой може да е много по-голям.
Повечето въглеродни съединения са органични съединения, но някои съединения са класифицирани като неорганични съединения.
Въглеродните неорганични съединения включват:
- Съединения с други неметали, например въглероден оксид и въглероден диоксид.
- Въглеродна киселина и различните соли, образувани от депротонирането на тази киселина (карбонати и бикарбонати), например, сода за хляб и калциев карбонат.
- Съединения на преходни метали с карбонилна група.
- Неорганични соли, включително цианид.
- Карбиди
- Над 40 въглеродни алотропи, включително въглища, графит, диамант и фулерен. Последните също могат да създават йони на метали, хванати в рамките на въглеродна мрежа. Символното означение на структурата е със знака @: По този начин литиев йон, хванат във фулерен, ще бъде обозначен като Li + @ C60.